# Ecorregión marina Tierra de la Reina Maud de la Antártida oriental
La ecorregión marina Tierra de la Reina Maud de la Antártida oriental (en  inglés East Antarctic Dronning Maud Land) (226) es una georregión ecológica situada en aguas marinas próximas a la Antártida. Se la incluye en la provincia marina Antártida de alta continentalidad de la ecozona oceánica océano Austral (en inglés Southern Ocean).